# Antarcticella
Antarcticella es un género que incluye a foraminíferos, planctónicos y/o bentónicos, de la subfamilia Globigerinitinae, de la familia Candeinidae, de la superfamilia Globorotalioidea, del suborden Globigerinina y del orden Globigerinida. Su especie tipo es Candeina antarctica. Su rango cronoestratigráfico abarca desde el Daniense (Paleoceno inferior) hasta el Serravaliense (Mioceno medio).

## Discusión
Clasificaciones posteriores han incluido Antarcticella en la familia Globigerinitidae.

## Paleoecología
Antarcticella incluye foraminíferos con un modo de vida planctónico (herbívoro), de distribución latitudinal templada-subpolar del Hemisferio Sur, y habitantes pelágicos de aguas superficiales (medio epipelágico).

## Clasificación
Antarcticella incluye a la siguiente especie:
- Antarcticella antarctica †
- Antarcticella pauciloculata †
- Antarcticella cecionii †
- Antarcticella zeocenica †